# 白拉斐
尼古拉斯·布拉斯韋特爵士（英語：Sir Nicholas Brathwaite、又譯白拉斐；1925年7月8日—2016年10月28日），生於格林納達的卡里亞庫島，曾任格林納達總理。1983年入侵格林纳达后，尼古拉斯受命重建政府，但於翌年敗選下台。他於1990年勝出大選，成为格林納達總理，1995年在大選前辭去總理。2016年去世，享年91岁。